# Голкондский султанат

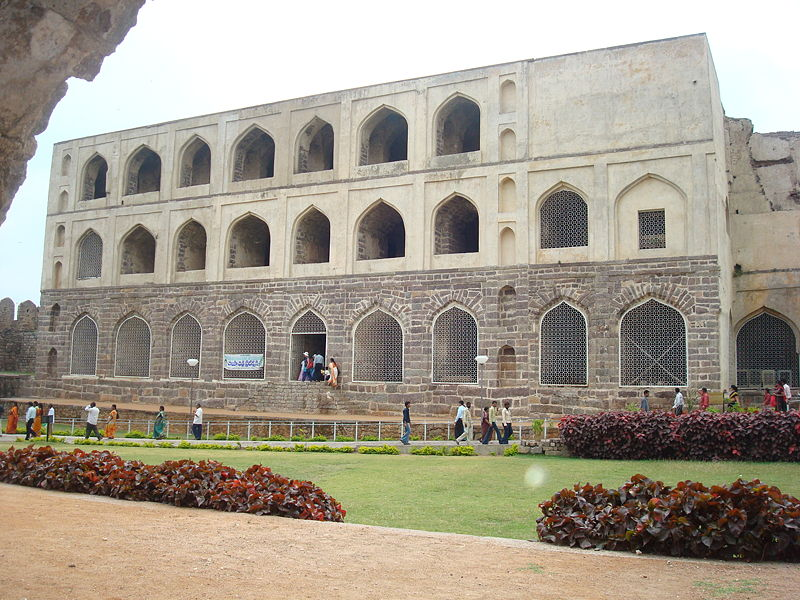
Дворец султанов в Голконде.

Голкондский султанат — один из исламских султанатов Центральной Индии, образовавшихся при распаде державы Бахмани в 1518 году. Один из Деканских султанатов. Во главе султаната стояла династия Кутб-шахов — выходцев из туркоманского союза Кара-Коюнлу. Столицей служил хорошо укреплённый город Голконда.
В период расцвета Голкондский султанат простирался между реками Годавари и Кришна до самого Бенгальского залива. Благодаря богатейшим алмазным копям, снабжавшим драгоценными камнями всю Азию, голкондские правители могли позволить себе содержание большой армии.
С истощением алмазных копей благосостояние Голконды пошло на убыль. В 1687 году султанат был завоёван могольским императором Аурангзебом. После его смерти земли Голконды откололись от империи Великих Моголов и образовали Хайдарабадское княжество.

## Архитектурные памятники
- Чар-Минар — триумфальные ворота в Хайдарабаде
- Мавзолеи султанов династии Кутб-Шахи Архивная копия от 22 октября 2016 на Wayback Machine